# Petr Kolař
Petr Kolař (Prostějov (Moràvia), 6 d'abril de 1968) és un concertista i organista de l'església i regenschori txec a sant Pere i sant Pau a Brno, pedagog del Conservatori de Brno i de l'Acadèmia d'Arts Escèniques Janáček, també mestre de cor i director.

## Estudis
Va estudiar orgue al Conservatori de Brno (1982–1988) amb Vratislav Bělský i Zdeňko Nováček i posteriorment (1988–1993) a la Facultat de Música de l'Acadèmia Janáček d'Arts Escèniques (JAMU) de Brno, on va estar com alumne d'Alena Veselá. Va participar en les classes magistrals de Michael Radulescu a Viena, Martin Haselböck a Lübeck, el clavecinista Stanislav Heller a Brno, etc. Durant els seus estudis, va guanyar el 2n lloc al Concurs de Joves Organistes d'Opava (1986), el 3r lloc i el títol de laurat al Concurs Internacional de Primavera de Praga i el 2n lloc al Concurs d'Interpretació de la República Txecoslovaca a Brno (1989) i va guanyar el Concurs Internacional Albert Schweitzer a Deventer, als Països Baixos (1991).

## Activitat artística i pedagògica
Ja durant els seus estudis de conservatori, va ensenyar a la seva natal Prostějov a l'escola d'art popular Vladimír Ambrose, va dirigir el cor "Schola cantorum" (1986–1996) i va ser organista a l'església de St. Jan Nepomucký (1988–1990). Durant els anys 1990–1998, va ser director de cor i organista de la Basílica de l'Assumpció de la Mare de Déu de Staré Brno. Durant els anys 1995-2002, va ser mestre de cor del Cor del Teatre Nacional de Brno. Des de 1998, és el director del cor i l'organista en cap de la catedral de Brno de sant Pere i sant Pau, també dirigeix el Cor Magnificat de la catedral de Brno. Des de l'any 2000 imparteix classes al Conservatori de Brno. Des de l'any 2001, és el mestre de cor del "Cor Filharmònic Beseda" de Brno, que va ser fundat el 1860 per Pavel Křížkovský i dirigit per Leoš Janáček durant 12 anys, amb Antonín Dvořák i Bedřich Smetana com a membres honoraris. A la Facultat de Música JAMU, va treballar com a professor de música sacra (1993–2000), i des de la tardor de 2022 com a professor d'orgue.
Desenvolupa una rica activitat concertística com a solista i en col·laboració amb solistes vocals (inclòs el seu fill Richard, el qual és tenor), orquestres i cors instrumentals i principals en concerts i festivals independents a la República Txeca i a l'estranger. Va actuar a molts països europeus i a la Xina. En l'estrena mundial, va presentar composicions dels compositors de Brno, Pavel Zemek Novák, Zdenek Pololáník, Milan Slimáček, etc. Per la seva àmplia activitat artística, va ser guardonat amb la Medalla de St. Cyril and Methodius (2013), el premi Jan Václav Stamitz (Johann-Wenzel-Stamitz Preis, 2019 atorgat per l'Associació d'Art d'Esslingen) i la Medalla de St. Pere i Pau (2020).

## Altres activitats
Durant la visita del papa Benet XVI a Brno l'any 2009, va dirigir la música a l'ofici solemne a l'aeroport local.
És membre de la junta de l'associació Musica sacra, una associació de músics d'església de la República Txeca. Com a intèrpret reconegut i professor experimentat, és convidat als jurats dels concursos d'interpretació d'orgue.
També és membre del comitè de beques de la Fundació ČHF Praga. Va fundar el festival d'estiu d'orgue a Petrov i en crea la dramatúrgia. Juntament amb la parròquia, organitza concerts benèfics a la catedral. Col·labora en projectes benèfics, com ara els concerts d'advent per al Club Niederösterreich, l'organització Apla i els concerts de Nadal de la televisió txeca.